# And the Same to You
Pour plus de détails, voir Fiche technique et Distribution.
And the Same to You est un film britannique réalisé par George Pollock et sorti en 1960.

## Fiche technique
- Titre : And the Same to You
- Réalisation : George Pollock
- Scénario : John Paddy Carstairs
- Photographie : Stanley Pavey
- Musique : Philip Green
- Montage : Lito Carruthers
- Durée : 70 minutes
- Dates de sortie:
  - Royaume-Uni : février 1960

## Distribution
- Brian Rix : Dickie 'Dreadnought' Marchant
- William Hartnell : Walter 'Wally' Burton
- Leo Franklyn : Rev. Sydney Mullett
- Tommy Cooper : Horace Hawkins
- Vera Day : Cynthia Tripp
- Sid James : Sammy Gatt
- Miles Malleson : Bishop
- Arthur Mullard : Tubby
- Renee Houston : Mildred Pomphret
- Dick Bentley : George Nibbs
- John Robinson : Archdeacon Humphrey Pomphret
- Terry Scott : Police Constable
- Shirley Anne Field : Iris Collins
- Ronald Adam : Trout
- Tony Wright : Percy 'Perce' Gibbons
- Larry Taylor : Chappy Tuck